# Ambrosius Moiban

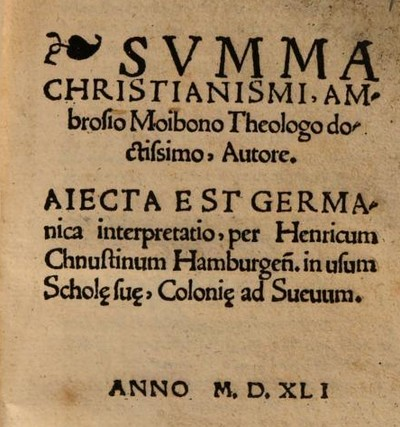
Karta tytułowa Summa Christianismi z 1541 autorstwa A. Moibanusa

Ambrosius Moiban, Ambrosius Moibanus (ur. 4 kwietnia 1494 we Wrocławiu, zm. 16 stycznia 1554 tamże) – niemiecki duchowny i teolog luterański czynny we Wrocławiu, pierwszy protestancki proboszcz tamtejszego kościoła św. Elżbiety.
Jego ojcem był szewc pracujący we Wrocławiu. Uczęszczał do wrocławskiego gimnazjum św. Marii Magdaleny, a następnie do nyskiego gimnazjum działającego przy kościele św. Jakuba, po ukończeniu którego pracował jako nauczyciel w szkole przy kościele Bożego Ciała w swoim rodzinnym mieście. Stąd wyjechał do Krakowa, by studiować na Uniwersytecie Jagiellońskim, a po uzyskaniu tam stopnia bakałarza przeniósł się na Uniwersytet Wiedeński, gdzie otrzymał stopień magistra. Od 1518 znów nauczał we wrocławskich gimnazjach, najpierw przy katedrze, a w 1520 r. mianowano go wykładowcą i rektorem jego macierzystego gimnazjum. Od 1521 r. do 1523 kontynuował studia na uczelniach, najpierw w Ingolstadt, potem na uniwersytetach w Tybindze i Wittenberdze, gdzie spotkał Lutra i zaprzyjaźnił się z Filipem Melanchtonem. W 1525 r. uzyskał w Wittenberdze stopień doktora teologii i dzięki temu w tymże roku został pierwszym protestanckim proboszczem we wrocławskim kościele św. Elżbiety, a w 1547 r. inspektorem kościołów we Wrocławiu.
Moiban był autorem kilku teologicznych publikacji:
- Das herrliche Mandat Jhesu Christi unsers Herrn und Heilandes. 1537[6]
- Catechismi Capita Decem. 1538[6]